# Fabricia capensis
Fabricia capensis är en ringmaskart som först beskrevs av Monro 1937.  Fabricia capensis ingår i släktet Fabricia och familjen Sabellidae. Inga underarter finns listade i Catalogue of Life.